# Mafa Sejanamane
Mafa Mosothoane Sejanamane (* 19. Dezember 1951 in Leribe, Basutoland) ist ein lesothischer Politikwissenschaftler und Botschafter.

## Leben
Sejanamane erlangte 1977 an der National University of Lesotho (NUL) einen Bachelor of Law. An der tansanischen University of Dar es Salaam erreichte er einen Master-of-Arts-Abschluss in Politikwissenschaften, bevor er 1987 an der kanadischen Dalhousie University im selben Fach promoviert wurde.
Ende der 1980er Jahre leitete Sejanamane als Senior Lecturer das Department of Political and Administrative Studies an der NUL. Er war bis 2011 Exekutivdirektor des South African political economy series (SAPES) trust in Harare und leitete unter anderem 1990 die SAPES-Konferenz Post-Apartheid South Africa and its neighbors über die Zeit nach dem prognostizierten Ende der Apartheid. 1993 wurde er an der NUL zu einem der wenigen einheimischen Professoren (Associate Professor) ernannt. 2005 bis 2006 wurde er erstmals kommissarischer Vice Chancellor der NUL. Später wurde er Professor an der südafrikanischen University of Venda. 2011 kehrte er zur NUL zurück, wo er zum Pro-Vice Chancellor gewählt worden war. Von September 2013 bis November 2014 amtierte er erneut als kommissarischer Vice Chancellor der NUL, bevor er von Nqosa Mahao abgelöst wurde.
Sejanamane publiziert unter anderem in seinem Blog lesothoanalysis.com. Dabei kritisierte er mehrfach die 2015 bis 2017 amtierende Regierung unter Bethuel Pakalitha Mosisili, insbesondere ihre Weigerung, die Forderungen des Abschlussberichts der Phumaphi-Kommission der SADC umzusetzen, vor allem, den Kommandeur der Lesotho Defence Force, Kennedy Tlali Kamoli, abzusetzen. Er gilt als der Partei All Basotho Convention nahestehend.
Im Juni 2018 wurde er Botschafter Lesothos bei der Afrikanischen Union in Addis Abeba.
Er ist mit Lerato Matautona verheiratet, mit der er drei Kinder hat.

### Mordanschlag auf Sejanamane
Im April 2016 wurden heftige Erwiderungen zu Sejanamanes Kritik an der Regierung publiziert. Am 6. Mai 2016 wurde auf Sejanamanes Wohnhaus in Masianokeng südlich von Maseru ein Anschlag verübt. Während eines Stromausfalls in ganz Lesotho wurden mehrere Schüsse auf sein Schlafzimmer abgegeben. Er und seine Familie blieben unverletzt.
Die Generalsekretärin der Afrikanischen Union, Nkosazana Dlamini-Zuma, äußerte im Zusammenhang mit dem Anschlag „tiefe Besorgnis“ über den „Zusammenbruch von Recht und Ordnung“ in Lesotho.

## Werke
- als Herausgeber, mit Sehoai Santho: Southern Africa after Apartheid. Prospects for the inner periphery in the 1990s. Southern Africa Political Economy Series Trust, Harare 1990, ISBN 0-7974-0996-3.